# فيميانزو
بلدية فيميانزو (بالإسبانية: Vimianzo)‏، هي إحدى بلديات مقاطعة لا كرونيا إحدى مقاطعات إسبانيا، و التي تقع في منطقة جليقية شمال غرب إسبانيا.
يبلغ عدد سكانها 8.686 نسمة وفقاً لإحصائية سنة (2002).

## أعلام
- رامون بلانكو رودريغيز